# Georges Cardoen
Georges L. Cardoen (Galmaarden, 28 december 1930 - aldaar, 7 september 2000) was een Belgisch politicus voor de CVP.

## Levensloop
In 1958 werd hij voor de CVP verkozen tot gemeenteraadslid van Galmaarden, waar hij van 1965 tot aan zijn overlijden burgemeester was. Van 1971 tot 1978 was hij ook provincieraadslid van Brabant. Van 1981 tot 1984 was hij voorzitter van de Vereniging van CVP-raadsleden en hij was dit ook van de Vereniging van Vlaamse steden en gemeenten. Alvorens zelf actief in de nationale politiek te stappen was hij werkzaam als ambtenaar in overheidsdienst en op de kabinetten van de ministers Paul Vanden Boeynants, Renaat Van Elslande en Jos Chabert. Van 1978 tot 1985 was hij lid van de Kamer van volksvertegenwoordigers en daarna van 1985 tot 1995 rechtstreeks gekozen senator in de Belgische Senaat. 
In de periode januari 1979-oktober 1980 zetelde hij als gevolg van het toen bestaande dubbelmandaat ook in de Cultuurraad voor de Nederlandse Cultuurgemeenschap, die op 7 december 1971 werd geïnstalleerd. Vanaf 21 oktober 1980 tot mei 1995 was hij lid van de Vlaamse Raad. Bij de eerste rechtstreekse verkiezingen voor het Vlaams Parlement van 21 mei 1995 werd hij verkozen in de kieskring Halle-Vilvoorde. Hij bleef Vlaams volksvertegenwoordiger tot de eerstvolgende verkiezingen van 13 juni 1999 en maakte van juni 1995 tot juni 1999 als secretaris deel uit van het Bureau (dagelijks bestuur) van het Vlaams Parlement. Op 27 april 1999 werd hij in de plenaire vergadering van het Vlaams Parlement gehuldigd voor zijn 20 jaar parlementair mandaat. Binnen de CVP vertegenwoordigde hij de arbeidersbeweging (ACW).
Hij overleed ten gevolge van een val van de trap. Hij leed op dat moment aan een slepende ziekte en was op dat moment herstellende van een kleine ingreep. Kort voor zijn dood bracht hij de single Ik hou zo van mijn dorp uit. Zijn zoon, Paul Cardoen, was CD&V-schepen in dezelfde gemeente Galmaarden maar overleed in 2011. Andere familieleden zijn eveneens bekend als politicus, zo werd zijn neef Mark Cardoen burgemeester van Bierbeek en diens zoon Jonathan Cardoen gemeenteraadslid te Kortenaken.